# Nantes
Nantes (bretonisch Naoned; gallo: Naunnt; lateinisch Portus Namnetus) ist eine Großstadt mit ca. 320.000 Einwohnern im Département Loire-Atlantique (bretonisch Liger-Atlantel) im Westen Frankreichs. Nantes ist Sitz der Präfektur der Region Pays de la Loire und darüber hinaus die Kernstadt des Gemeindeverbands Nantes Métropole mit insgesamt etwa 650.000 Einwohnern. Nantes ist seit dem 4. Jahrhundert Sitz eines Bistums.
Die zeitweilige Hauptstadt der historischen Bretagne wurde im Jahr 1941 zusammen mit dem Département Loire-Atlantique von dieser abgespalten und ist deshalb nicht Teil der modernen Verwaltungsregion Bretagne.
Im Oktober 2010 bekam die Stadt Nantes als vierte Stadt die Auszeichnung Umwelthauptstadt Europas 2013. Am 31. Januar 2017 wurde Nantes durch die Gemeinschaft Evangelischer Kirchen in Europa als 77. Stadt der Ehrentitel „Reformationsstadt Europas“ verliehen.

## Lage und Klima
Die etwa 55 km östlich des Atlantiks und ca. 385 km (Fahrtstrecke) südwestlich von Paris gelegene Großstadt Nantes liegt im ehemals schiffbaren Mündungsbereich der Loire; nahebei münden die Erdre und die Sèvre in die Loire. Die Stadt liegt zum größten Teil nördlich der Loire. In der Stadt befindet sich das geographische Zentrum der Landhemisphäre der Erdkugel.
Die klimatischen Bedingungen von Nantes werden durch die Nähe zum Atlantik bestimmt: Die Winter sind mild und feucht, die Sommer warm und nicht zu trocken. Die Jahresmitteltemperatur liegt bei ca. 12 °C; Regen (ca. 700 bis 800 mm/Jahr) fällt überwiegend im Winterhalbjahr.

## Bevölkerungsentwicklung
| Jahr                       | 1800   | 1851   | 1901    | 1954    | 1999    | 2021    |
| Einwohner                  | 77.162 | 96.362 | 132.990 | 222.790 | 270.343 | 323.204 |
| Quellen: Cassini und INSEE |        |        |         |         |         |         |

Das Bevölkerungswachstum der Stadt beruht im Wesentlichen auf der immer noch anhaltenden Zuwanderung von Familien aus den ländlichen Gebieten im Umland („Landflucht“).

## Wirtschaft und Infrastruktur

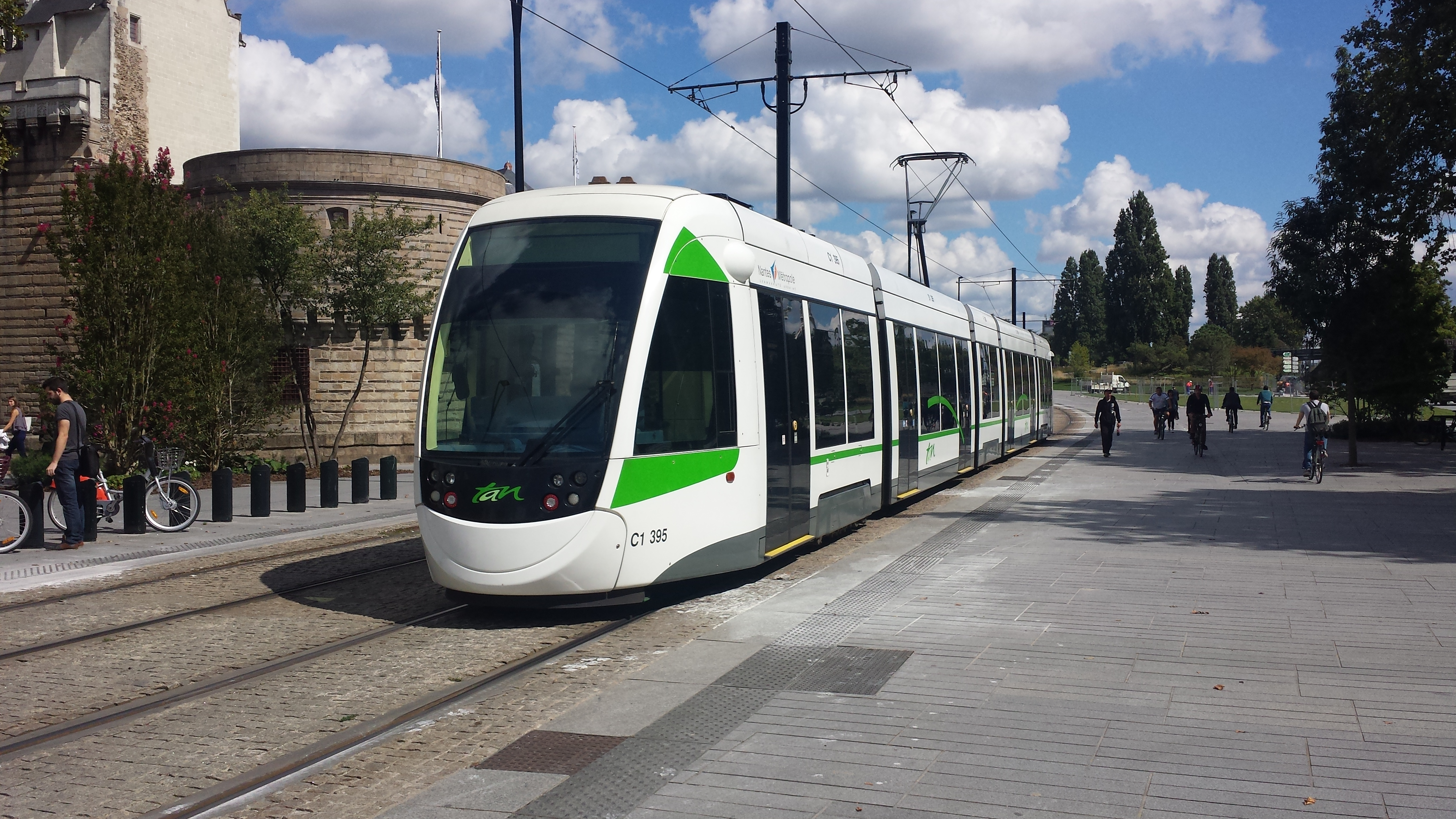
Straßenbahn in Nantes (Adtranz)

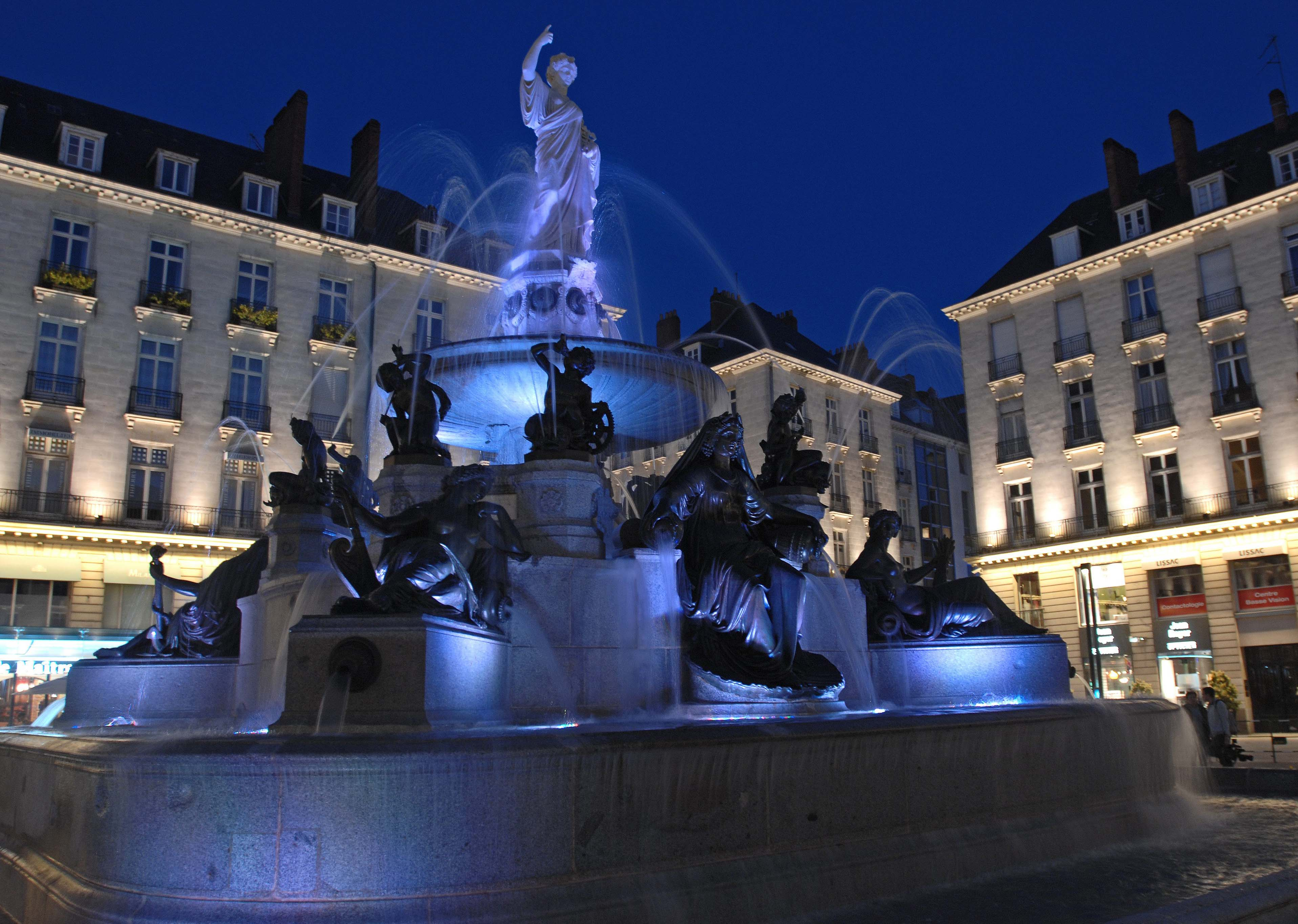
Place Royale

Die Bedeutung von Nantes als Seehafen nahm mit zunehmender Größe der Schiffe immer weiter ab. Der Hafen hat heute kaum noch Bedeutung; die großen Frachter löschen ihre Waren 50 Kilometer westlich von Nantes in St. Nazaire. Im 19. Jahrhundert wurde der schiffbare Canal de Nantes à Brest errichtet, der heute hauptsächlich von Sport- und Hausbooten touristisch genutzt wird. Die Schwebefähre über die Loire wurde 1955 stillgelegt.
Wichtige Industriezweige sind die Stahl-, Glas-, Textil-, Zuckerindustrie und die Lebensmittelindustrie, beispielsweise wurde hier 1891 Saupiquet gegründet. Zahlreiche Feingebäck-Unternehmen von internationalem Renommée wurden in Nantes gegründet: BN (Biscuiterie nantaise) und LU (Lefèvre-Utile) sind zwei bekannte Beispiele. Am südlichen Stadtrand von Nantes befindet sich ein Werk von Airbus.
Der Großraum Nantes hat ein gut ausgebautes Nahverkehrsnetz. Es wird von der Semitan (Société d’économie mixte des transports en commun de l’agglomération nantaise) betrieben. Hauptverkehrsmittel sind:
- 3 Straßenbahn-Durchmesserlinien (Gesamtlänge 40 km; Eröffnung der ersten Linie 1985)
- 70 Buslinien

Nantes besaß bereits seit 1885 eine Straßenbahn, deren Fahrzeuge zunächst mit Druckluft betrieben wurden. Die Elektrifizierung der Strecken erfolgte 1913. Der Betrieb wurde 1958 eingestellt, wie die meisten Straßenbahnen in Frankreich in der Nachkriegszeit stillgelegt wurden. Im Jahr 1985 wurde ein neues Straßenbahnnetz eröffnet, als erste Neuanlage in Frankreich.
Seit November 2006 besitzt die Stadt mit der Linie 4 einen „Busway“ von Foch Cathédrale und dem Schloss Richtung Südosten bis Porte de Vertou. Diese Buslinie, ein Bus Rapid Transit System, wird konsequent auf eigenen Fahrbahnen geführt und hat an den Kreuzungen absoluten Vorrang.
Seit dem 24. April 2021 ist der ÖPNV in Nantes an den Wochenenden kostenlos.
Der Flughafen Nantes Atlantique im Südwesten der Stadt ist gut ausgelastet. Im Januar 2018 wurde nach Protesten beschlossen, Pläne für einen Neubau nicht weiter zu verfolgen.
Die Stadt ist ein Bahnknotenpunkt, sie liegt an der Bahnstrecke Tours–Saint-Nazaire; am Bahnhof Nantes beginnen die Hauptstrecke in Richtung Saintes–Bordeaux wie auch mehrere regionale Strecken. Von Paris aus ist Nantes per TGV in gut zwei Stunden erreichbar.

## Geschichte

### Altertum
Zwischen 900 und 600 v. Chr. sind bereits Siedlungsreste am Ufer der Loire nachgewiesen. Um 500 v. Chr. siedelten Kelten in der Region um das heutige Nantes. In der Folge wurde der Ort die Hauptstadt des keltischen Stamms der Namneten. Im Gallischen Krieg wurde das Gebiet im Jahr 56 v. Chr. der römischen Herrschaft unter Caesar unterworfen. Im Jahr 50 v. Chr. wurde auf dem Gebiet der heutigen Stadt Nantes die römische Hafenstadt Portus Namnetus gegründet. Im 3. Jahrhundert traten die Bewohner zum Christentum über. Um das Jahr 285 fielen die Sachsen in die Region ein. Seit dem 4. Jahrhundert war Nantes der Sitz eines Bistums.

### Mittelalter
Im 5. und 6. Jahrhundert kamen angeblich Bretonen von den Britischen Inseln, die schriftlichen und archäologischen Belege für solche Ansiedlungen sind jedoch dürftig. Karl der Große unterwarf die Bretagne, die aber unter seinen Nachfolgern revoltierte. Für das Jahr 843 ist die erste Brandschatzung durch die Loire-Normannen überliefert. Nominoë, der damals über die Bretagne herrschte, eroberte im Jahr 850 die Stadt und ließ deren Mauern schleifen, weil die Stadt sich mit Karl dem Kahlen verbündet hatte. Im Jahr 919 fiel Nantes an die Normannen, die aber 17 Jahre später wieder vertrieben wurden. Um diese Zeit begann die Rivalität zwischen den Grafen von Nantes und den Grafen von Rennes, die um die Oberherrschaft über die Bretagne stritten.
Im Jahr 1154 wurde Nantes an Heinrich II. übergeben, der in jenem Jahr den englischen Thron bestieg. Knapp 50 Jahre später fand die bereits seit dem 5. oder 6. Jahrhundert existierende Grafschaft Nantes ihr Ende. Peter Mauclerc wurde im Jahr 1213 vom französischen König Philipp II. August zum Herzog der Bretagne ernannt und machte Nantes zu seiner Hauptstadt. Er ließ Nantes mit Festungswerken umgeben und verteidigte die Stadt gegen den englischen König Johann Ohneland. Die Stadt, die bis 1689 Hauptstadt der Bretagne blieb, entwickelte sich ab dem 14. Jahrhundert auch zu seinem wichtigen Seehafen. Während des Bretonischen Erbfolgekriegs (1341–1364) stand die Stadt zuerst auf der Seite Johanns von Montfort, ergab sich jedoch im November 1341 Karl von Blois. Letztlich siegten aber die Montforts, wurden 1364 bretonische Herzöge und wählten Nantes als ihre Hauptresidenz. Im Jahr 1460 wurde in Nantes die Universität durch Herzog Franz II. von Bretagne gegründet und von Papst Pius II. bestätigt. Nach dem Tod der letzten Herzogin Anne de Bretagne (reg. 1489–1514), die zwei französische Könige geheiratet hatte, wurde die Bretagne der französischen Krondomäne angegliedert. Im Verlauf des 15. und 16. Jahrhunderts traten in Nantes wiederholt Epidemien auf.

### Neuzeit bis zum 19. Jahrhundert

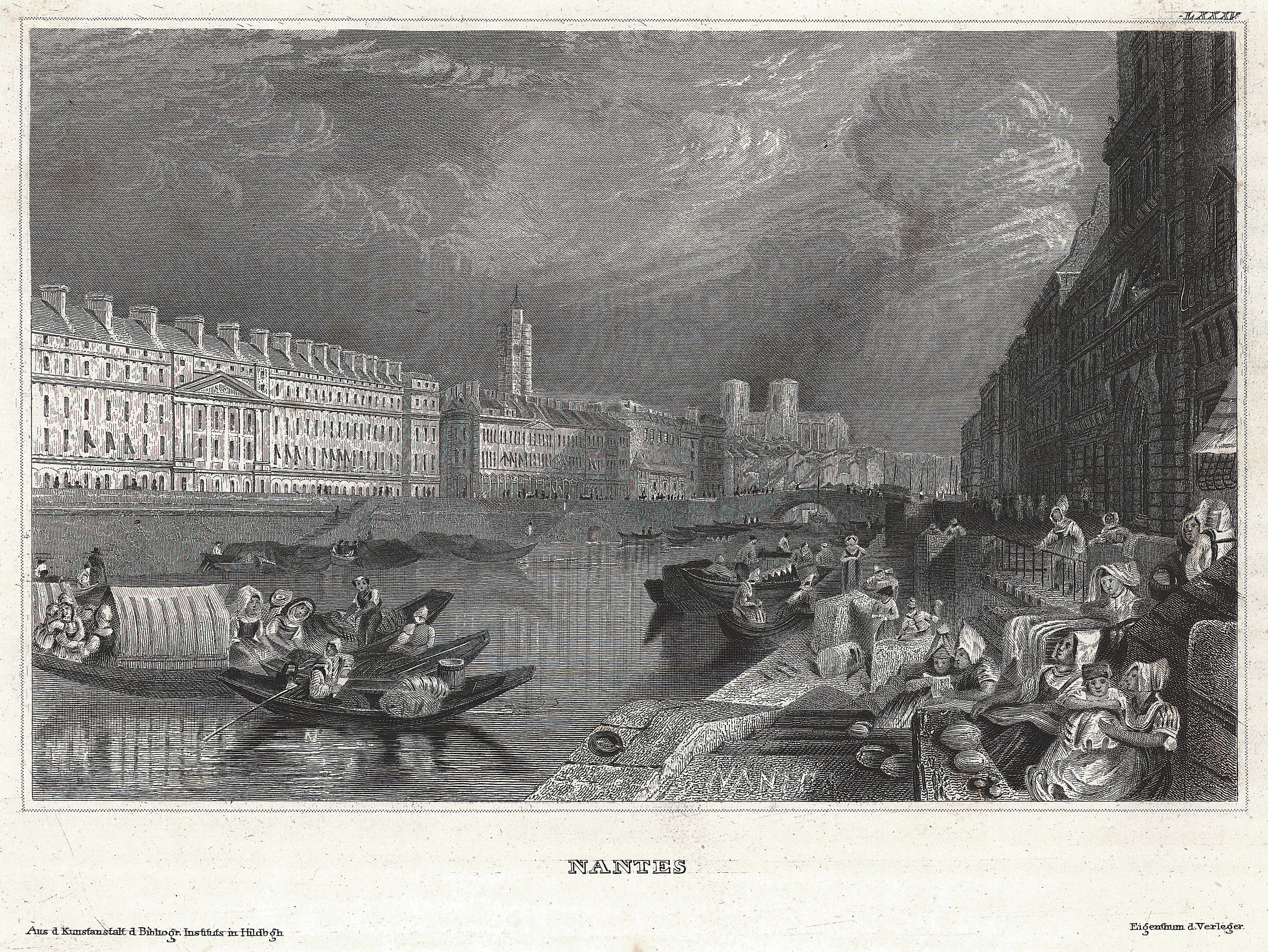
Nantes im Jahre 1835

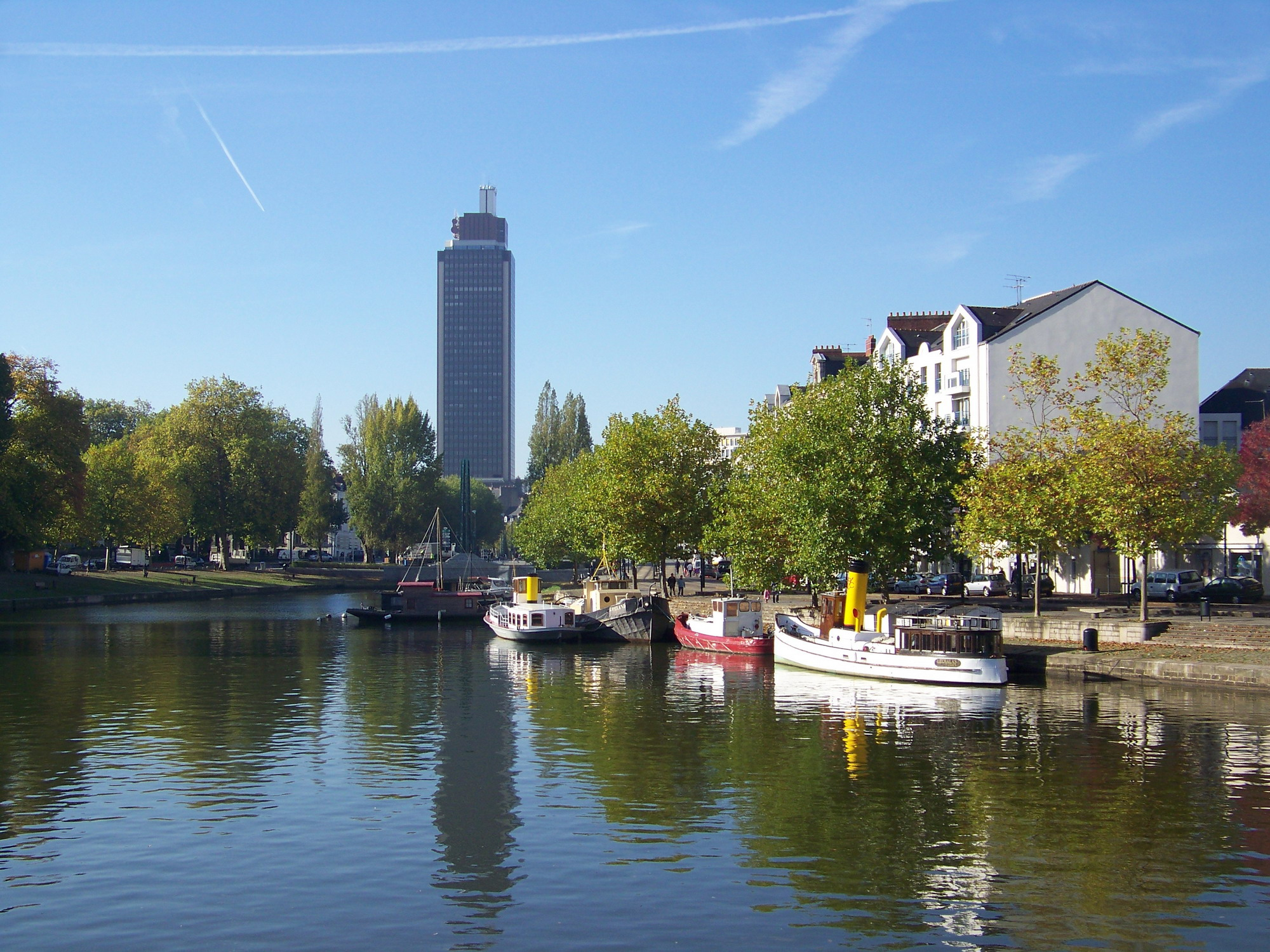
Der Fluss Erdre

1560 verlieh König Franz II. Nantes eine Kommunalverfassung. Während der Hugenottenkriege (1562–1598) schloss sich die dem Protestantismus gegenüber feindlich gesinnte Stadt der Katholischen Liga an und ergab sich König Heinrich IV. erst im Jahr 1598. Mit dem Edikt von Nantes (Toleranzedikt), von Heinrich IV. am 13. April 1598 verabschiedet, wurde die jahrzehntelange Unterdrückung und Verfolgung der Hugenotten durch die katholische Kirche und den französischen Staat beendet. Diese hatte ihren Höhepunkt 1572 in der sogenannten Bartholomäusnacht gehabt. Das Edikt von Nantes, das den französischen Calvinisten freie Religionsausübung zugestand, wurde jedoch im Jahr 1685 von Ludwig XIV. widerrufen (Edikt von Fontainebleau).

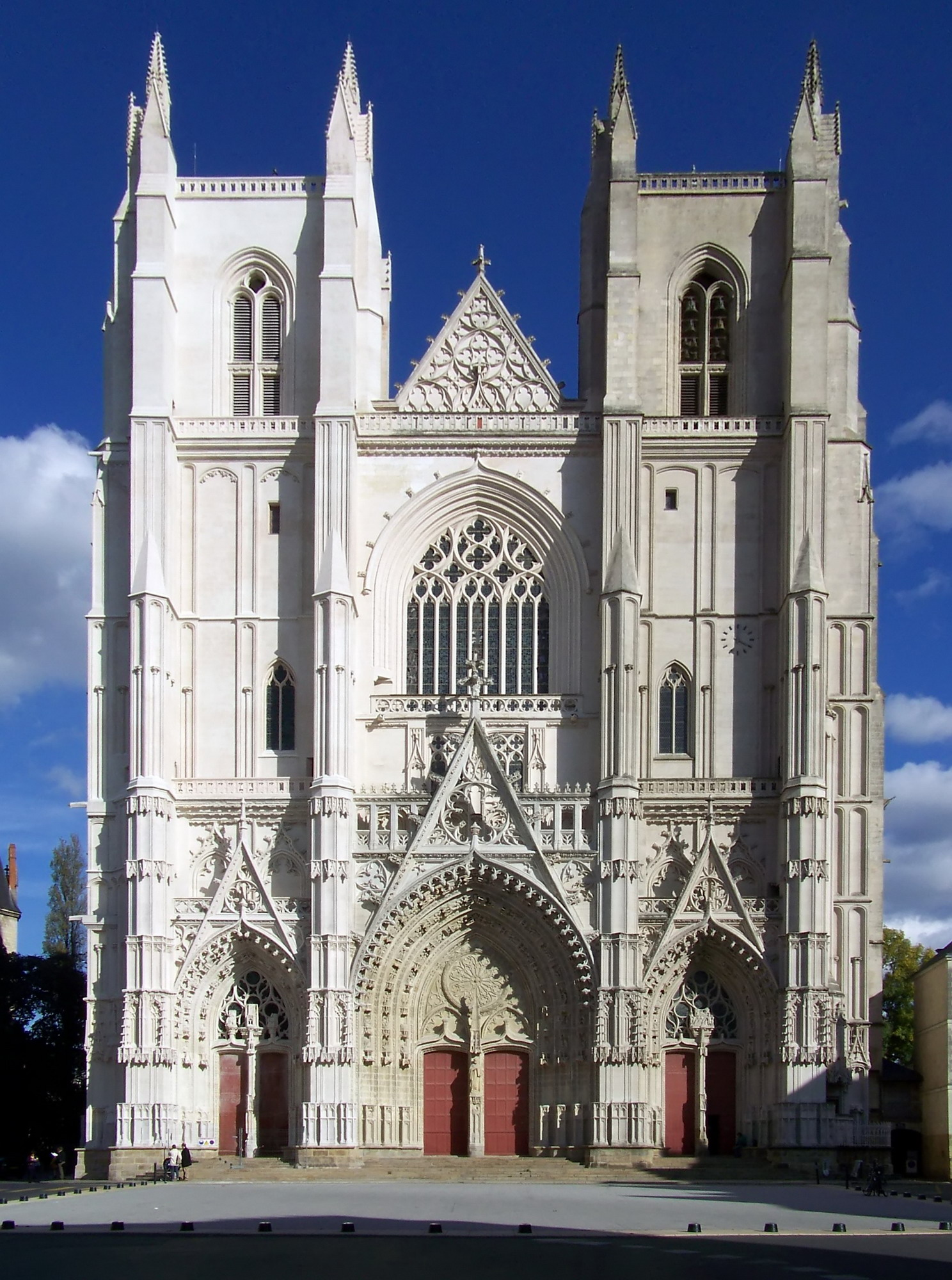
Kathedrale von Nantes

Im Jahr 1626 wurde Henri de Talleyrand-Périgord, Graf von Chalais, wegen einer Verschwörung gegen Kardinal Richelieu in Nantes hingerichtet. Hier wurde auch Nicolas Fouquet im Jahr 1661 auf Betreiben Ludwigs XIV. verhaftet. 1718 ließ der Regent Philipp von Orléans einige Cellamare-Verschwörer in Nantes hinrichten. Aufgrund ihrer günstigen Lage an der Loire-Mündung erlebte die Stadt im 18. Jahrhundert einen wirtschaftlichen Aufschwung und wurde zur bedeutendsten Hafenstadt Frankreichs. Dies verdankte sie dem Asienhandel, vor allem aber dem florierenden Sklaven- und Zuckerhandel mit der Karibik. Rund die Hälfte aller französischen Sklavenschiffe lief in Nantes aus. Am Quai de la Fosse, der Anlegestelle der Sklavenschiffe, wurde 2012 ein Mahnmal für die Abschaffung der Sklaverei eingeweiht. Ab 1661 wurden Marineschiffe zum Schutz der Sklaventransporter eingesetzt.
Das Gebiet des Vendée-Aufstandes, der sich gegen die zunehmend radikaler werdenden Maßnahmen der französischen Revolutionsregierung wandte, schloss auch die Gegend um Nantes mit ein. Während der Terrorherrschaft wurde der Vendée-Aufstand von den Truppen des Nationalkonvents blutig niedergeschlagen. Durch die sogenannten „Höllenkolonnen“ (französisch colonnes infernales) ließ die Pariser Regierung auch noch nach der Niederschlagung der Erhebung das Land plündern und brandschatzen um es  systematisch zu verwüsten und so an der Zivilbevölkerung Vergeltung zu üben. Carrier, der Abgesandte der Pariser Revolutionsregierung, ließ in den Anfangsjahren der Französischen Revolution in und um Nantes angeblich 16.000 „Gegner der Revolution“ hinrichten, vorwiegend durch die als Noyades oder als „Taufen von Nantes“ bezeichneten Massenertränkungen in der Loire.
Im Jahr 1826 wurde in Nantes die erste öffentliche Omnibuslinie der Welt eingeweiht. 1832 wurde die Herzogin von Berry in Nantes verhaftet, nachdem sie in der Vendée eine Revolte gegen König Louis-Philippe anzuzetteln versucht hatte. 1903 wurde mit der Schwebefähre Nantes die weltweit fünfte bekannte solcher Fähren eröffnet, sie wurde 1958 abgerissen.
Nantes war das Ziel der Hinfahrt beim weltweit ersten Motorradrennen. Am 20. September 1896 trugen acht Teilnehmer einen Wettbewerb aus, der von Paris nach Nantes und wieder zurück führte. M. Chevalier gewann auf einer Michelin-Dion.

### Nantes im Zweiten Weltkrieg
Im Juni 1940 erfolgte im Zuge des Westfeldzugs die Besetzung der Stadt durch deutsche Truppen. Am 20. Oktober 1941 wurde der deutsche Stadtkommandant Oberstleutnant Karl Hotz von der Résistance getötet; als Racheakt wurden 48 Geiseln hingerichtet (die Hauptverkehrsstraße Cours des 50 Otages erinnert an diese Tragödie).
Von 1943 an unterhielt die Kriegsmarine ein Marinelazarett in der Stadt. Zwischen dem 16. und dem 23. September 1943 wurde Nantes durch alliierte Luftangriffe schwer getroffen. Dabei starben 1467 Personen und etwa 2500 wurden verletzt. Die Stadt erlitt schwere Zerstörungen. Nach der Landung der Alliierten in der Normandie am 6. Juni 1944 wurde die Stadt am 12. August 1944 von den deutschen Besatzungstruppen geräumt.
Bei der Schaffung der Regionen Frankreichs im Juni 1941 durch die Vichy-Regierung wurde das Département Loire-Atlantique und damit Nantes, die frühere bretonische Hauptstadt, der Region Pays de la Loire zugeteilt und dadurch von der neuen Region Bretagne abgetrennt.

### Von der Nachkriegszeit in die Gegenwart
Am 13. Mai 1945 gewann der Parti communiste français den zweiten Wahlgang für die Stadtregierung. Nach dem Zweiten Weltkrieg wurde der nördlichste Arm der Loire zugeschüttet und die Bahn nach Saint-Nazaire unterirdisch neu trassiert. Dies ermöglichte eine Neugestaltung der Innenstadt.

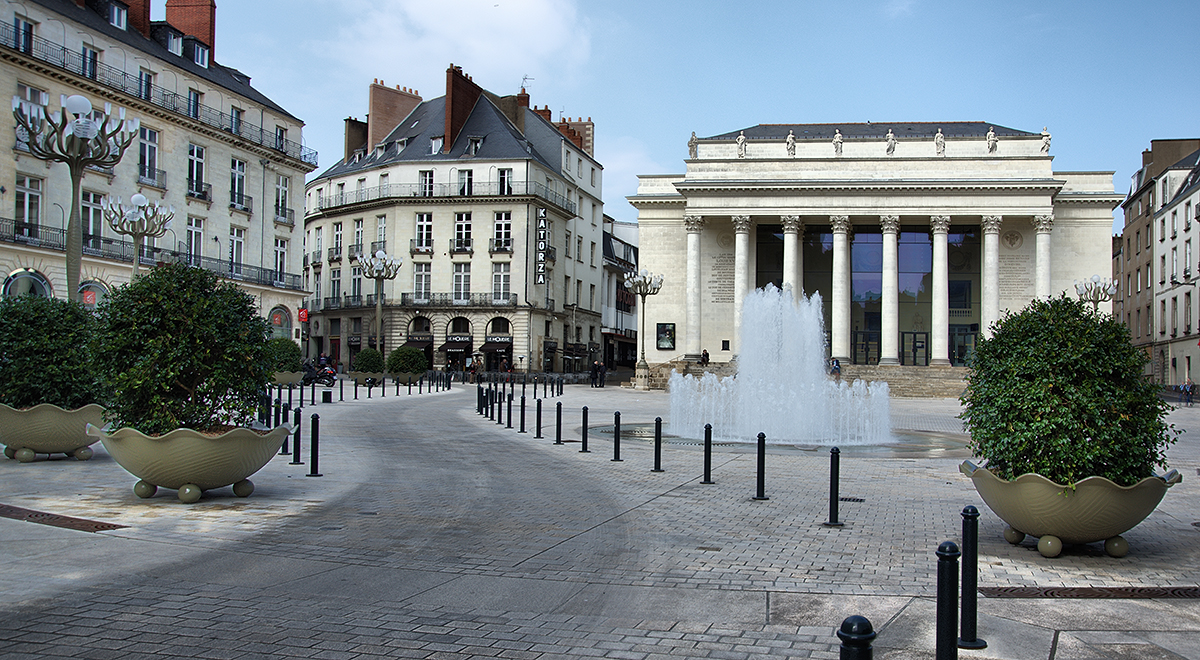
Theater Nantes Graslin

Im Jahr 1962 wurde die Universität von Nantes wieder eröffnet. Der Niedergang der Werftenindustrie Ende der 80er-Jahre stürzte Nantes in eine tiefe Krise. 1989 wurde die letzte Werft geschlossen. Die Folge waren hohe Arbeitslosigkeit und sozialer wie kultureller Zerfall (höchste Alkoholikerquote Frankreichs). Die TGV-Verbindung mit Paris und eine starke Auslagerung der nationalen Verwaltung von Paris in die Provinz bedeuteten den Anfang für Nantes’ Wiederaufstieg. Auch die Wiedereinführung der Straßenbahn (Tram) und die Organisation zahlreicher kultureller Festivitäten (Rendez-vous de l’Erdre, Royal de Luxe) trugen zum erneuten Aufstieg der Atlantik-Metropole bei. Die Konkurrenten Rennes und Angers hat Nantes weit hinter sich gelassen, als neuer Maßstab gilt jetzt Bordeaux. Es gibt Bestrebungen, die Region neu zu formen und zu vereinen, um die kulturellen Gemeinsamkeiten stärker ins Licht zu stellen. Die letzte inoffizielle Volksabstimmung im Jahr 2003 wies eindeutig in diese Richtung.
Von 1989 bis 2012 war Jean-Marc Ayrault Bürgermeister von Nantes und zugleich Abgeordneter in der Nationalversammlung. Er trat gut einen Monat nach seiner Ernennung zum Premierminister als Bürgermeister zurück, sein Nachfolger war Patrick Rimbert (PS). Seit 2014 ist Johanna Rolland (PS) Nantes erste Bürgermeisterin.

## Kultur und Sehenswürdigkeiten

### Bildung
In Nantes studieren etwa 54.000 Studenten, etwa 38.000 an der Volluniversität Universität Nantes und 2.000 an der Ingenieurakademie École Centrale de Nantes. Daneben gibt es auch mehrere private Hochschulen wie z. B. die Business School Audencia Nantes.

### Medien
Die meistgelesene regionale Tageszeitung ist die Ouest-France, die allerdings in Rennes erscheint. Neben weiteren Zeitungen und Magazinen senden zwei Fernsehsender und eine Vielzahl von Radiostationen von Nantes aus.

### Sport
Die wichtigste Sportmannschaft in Nantes ist der mehrfache (zuletzt 2001) französische Fußballmeister FC Nantes.
- Vereine:
  - Hermine de Nantes Atlantique (Basketball)
  - Nantes Atlantique Baseball (Baseball)
  - ASPTT Nantes Football (Fußball)
  - La Nantaise (Gymnastik)
  - HBC Nantes und Nantes Atlantique Handball (Handball)
  - Centre Subaquatique nantais (Hockey)
  - Les Corsaires (Hockey)
  - Stade Nantais Université Club (Rugby)
  - Saint-Joseph Volley Nantes Atlantique (Volleyball)
  - Stade Nantais Athlétique Club (Leichtathletik)
  - Racing Club Nantais (Leichtathletik)
- Stadien:
  - Stade Louis-Fonteneau
  - Stade Marcel-Saupin
- Hallen:
  - Hall XXL
  - Palais des Sports de Beaulieu
  - Salle de la Trocardière

Nantes war einer der Austragungsorte der Rugby-Union-Weltmeisterschaft 2007 und der Rugby-Union-Weltmeisterschaft 2023.
Im September 2012 fand die Swingolf-Europameisterschaft auf der dortigen 18-Loch-Anlage statt.

### Musik
Seit 1971 besteht das Orchestre national des Pays de la Loire, ein professionelles Symphonieorchester, das je zur Hälfte in Nantes und Angers spielt. Ebenfalls mit Angers teilt sich Nantes eine Oper, die im Théâtre Graslin ihre Spielstätte hat.
Mehrere Musiker kommen aus Nantes, z. B. Dominique A, die Musikgruppe Tri Yann oder die Hip-Hop-Formation Tragédie.

### Museen

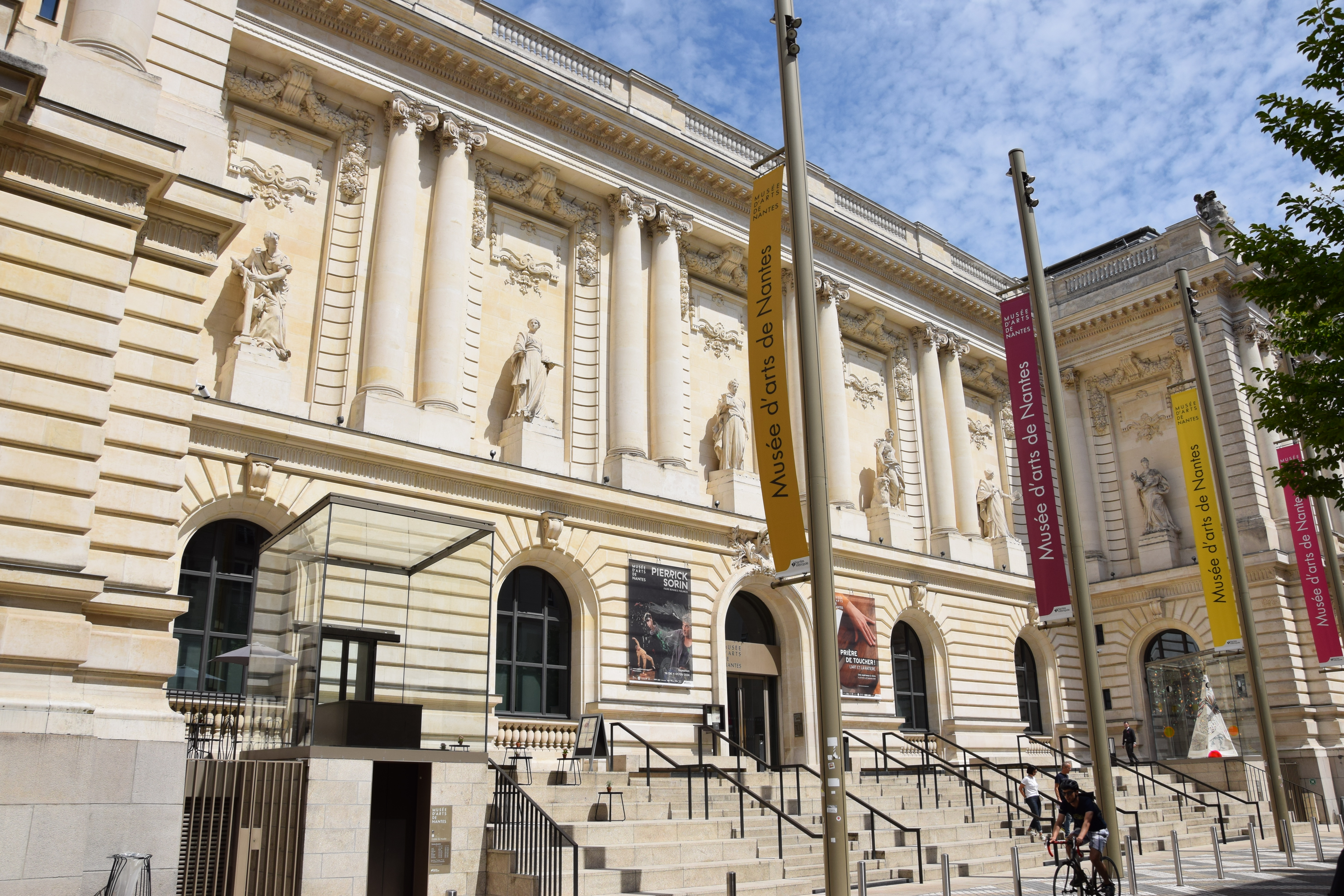
Kunstmuseum Nantes

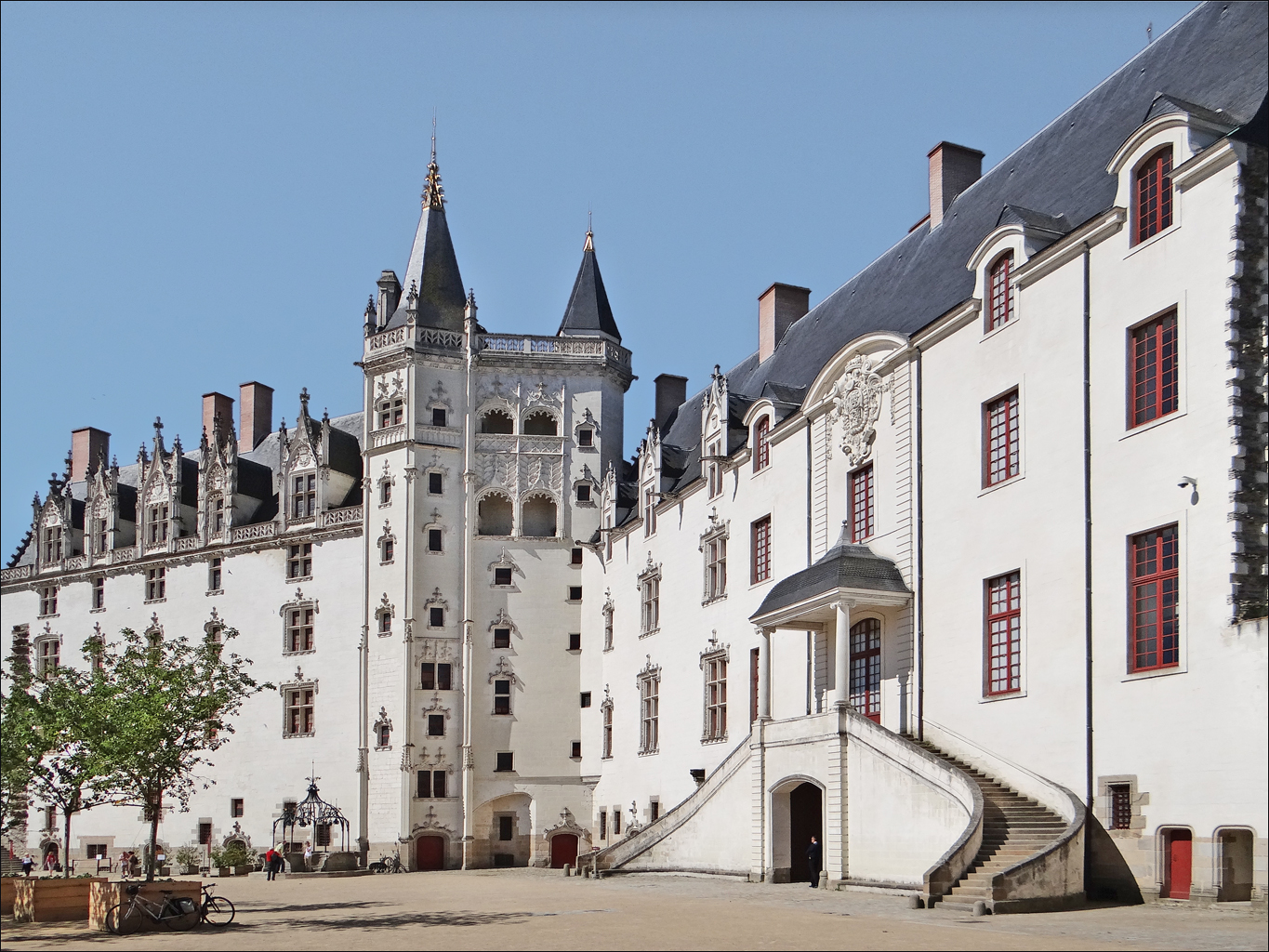
Schloss der Herzöge der Bretagne in der Innenstadt

Nantes verfügt über mehrere bedeutende Museen, darunter das Musée d’Arts (mit der Chapelle de l’Oratoire), ein Jules-Verne-Museum, das Musée Dobrée, das Museum zur Geschichte von Nantes im Schloss der Herzöge der Bretagne und ein Naturkundemuseum. Wechselnde Ausstellungen moderner Kunst zeigt das Lieu Unique, ein Kulturzentrum in der ehemaligen Keksfabrik LU (Lefèvre-Utile).

### Sehenswürdigkeiten
Bedeutende Sehenswürdigkeiten sind:

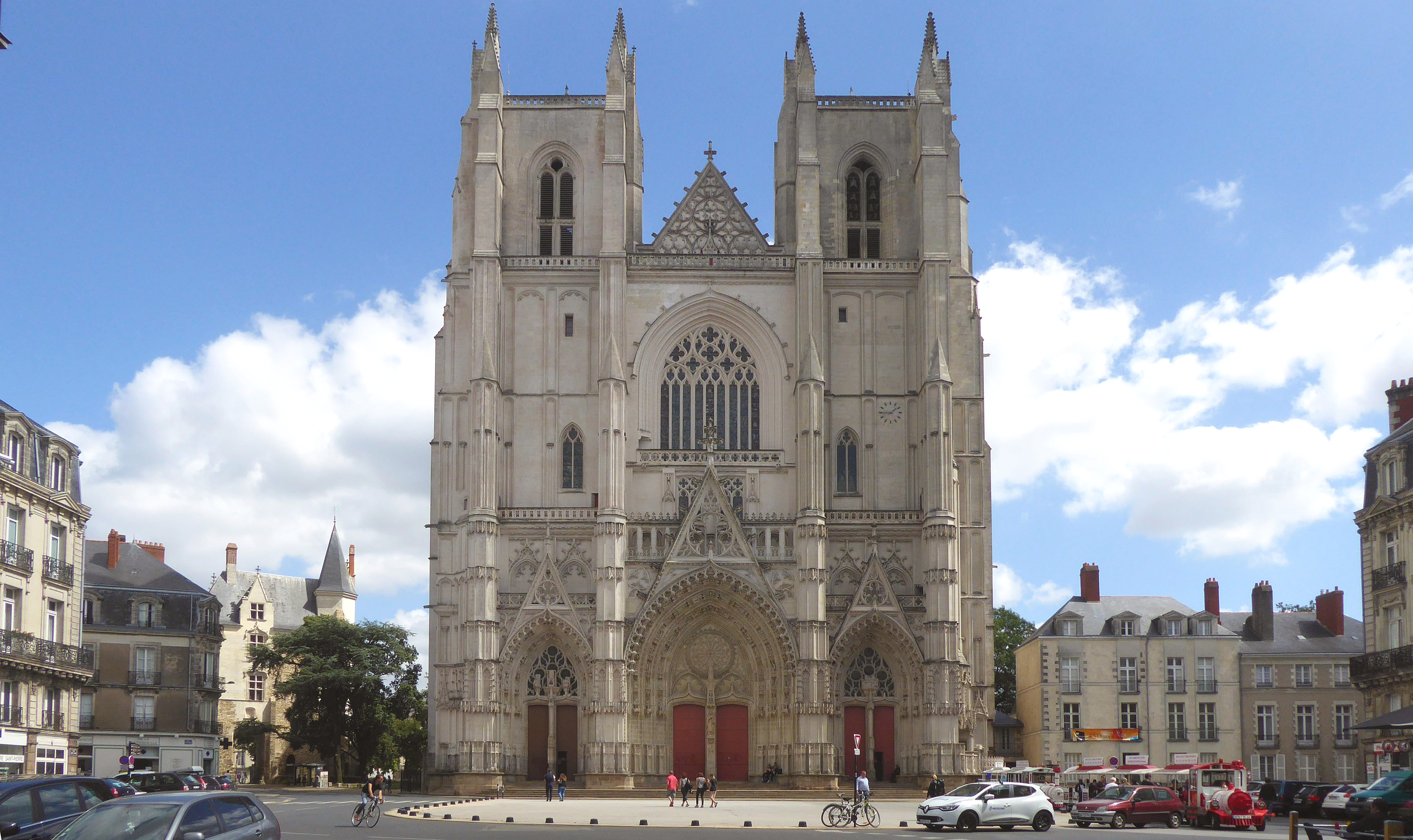
Cathédrale Saint-Pierre-et-Saint-Paul (Westansicht)

- Das Schloss der Herzöge der Bretagne: Das letzte Schloss an der Loire vor dem Ozean, in dem sich heute das Historische Museum von Nantes befindet, und das nach 15 Jahren Restaurierung Anfang 2007 seine Tore wieder geöffnet hat.
- Die Kathedrale Saint-Pierre im gotischen Flamboyant-Stil, und das Grab von Franz II. und Marguerite de Foix (1507), die Eltern von Anne de Bretagne. Am Morgen des 18. Juli 2020 brach in der Kirche ein Feuer aus, vermutlich Brandstiftung. An drei Stellen sei das Feuer ausgebrochen, sagte der Staatsanwalt von Nantes, Pierre Sennès.[18]
- Eine Vielzahl weiterer Kirchen. Dazu zählen die spätgotische Kirche Sainte-Croix mit einem Renaissance-Kirchturm inmitten der Altstadt und die neogotischen Bauten von Saint-Nicolas und Saint-Clement.
- Der Turm der ehemaligen Keksfabrik Lefèvre-Utile (Tour LU) nahe dem Stadtzentrum.
- Riesige, von Jules Verne und dem Genre des Steampunk inspirierte mechanische Tiere und Puppen, genannt Les Machines de l’île (seit 2007). Unter ihnen befindet sich als größtes Objekt der zwölf Meter hohe, bewegliche Grand éléphant, der bis zu 52 Personen einige hundert Meter durch das Gelände trägt.
- Im Zuge der Umwandlung des alten Hafengeländes auf der Île de Nantes ist ein Ausstellungsraum im alten Bananenhangar entstanden. Alte Werftkräne wurden renoviert, um an den industriellen Charakter des Areals zu erinnern.
- Das Marinemuseum Le Maillé Brézé (Maillé-Brézé Naval Museum): Der siebente von 18 nach dem Zweiten Weltkrieg gebauten französischen Geschwader-Zerstörern vom Typ Surcouf, D 627 Maillé-Brézé[19], liegt seit 1988 als zum ersten französischen Flottenmuseum dieser Größenordnung umgebaute Museumsschiff am Ufer der Loire und informiert über den Zweiten Weltkrieg.
- Das Mémorial de l’Abolition de l’Esclavage (Mahnmal gegen die Sklaverei)[20] am Quai de Fosse.
- Parks, besonders der Botanische Garten (Jardin des Plantes[21]) beim Hauptbahnhof mit zahlreichen Kunstwerken Claude Pontis sowie der Jardin Extraordinaire mit einem 25 m hohen Wasserfall[22].
- Einkaufsstraßen wie die Rue Crébillon und die historische Passage Pommeraye, eine Händlergalerie aus dem 19. Jahrhundert.
- Das Bistro La Cigale, das als eines der schönsten Frankreichs gilt, am Theaterplatz des renovierten Théâtre Graslin. Die Brasserie im Art Nouveau-Stil des 19. Jahrhunderts hat mit seinem Dekor die Surrealisten und Jacques Demy inspiriert, der hier Szenen seines Films „Lola“ (1960) gedreht hat.
- Die Synagoge, eingeweiht 1870.
- Neubauten wie der Justizpalast des Architekten Jean Nouvel.
- Die Cité Radieuse als ein Beispiel modernen Wohnungsbaus (Unité d’Habitation) des Architekten Le Corbusier im Vorort Rezé.
- Entlang der Loire von Nantes bis Saint-Nazaire baut der Dauerkunstparcours Estuaire ein Museum mit 28 Kunstwerken auf 60 Kilometern Länge auf.

### Veranstaltungen
Von Ende Januar bis Anfang Februar findet das klassische Musikfestival La Folle Journée statt, das viele internationale Gäste anzieht. Am ersten Septemberwochenende finden jährlich die Rendez-vous de l’Erdre, ein großes Jazzfestival am Ufer der Erdre, statt. Estuaire ist ein Kunstprojekt entlang der Mündung der Loire, das 2007, 2009 und 2012 stattfand.

### Galerie

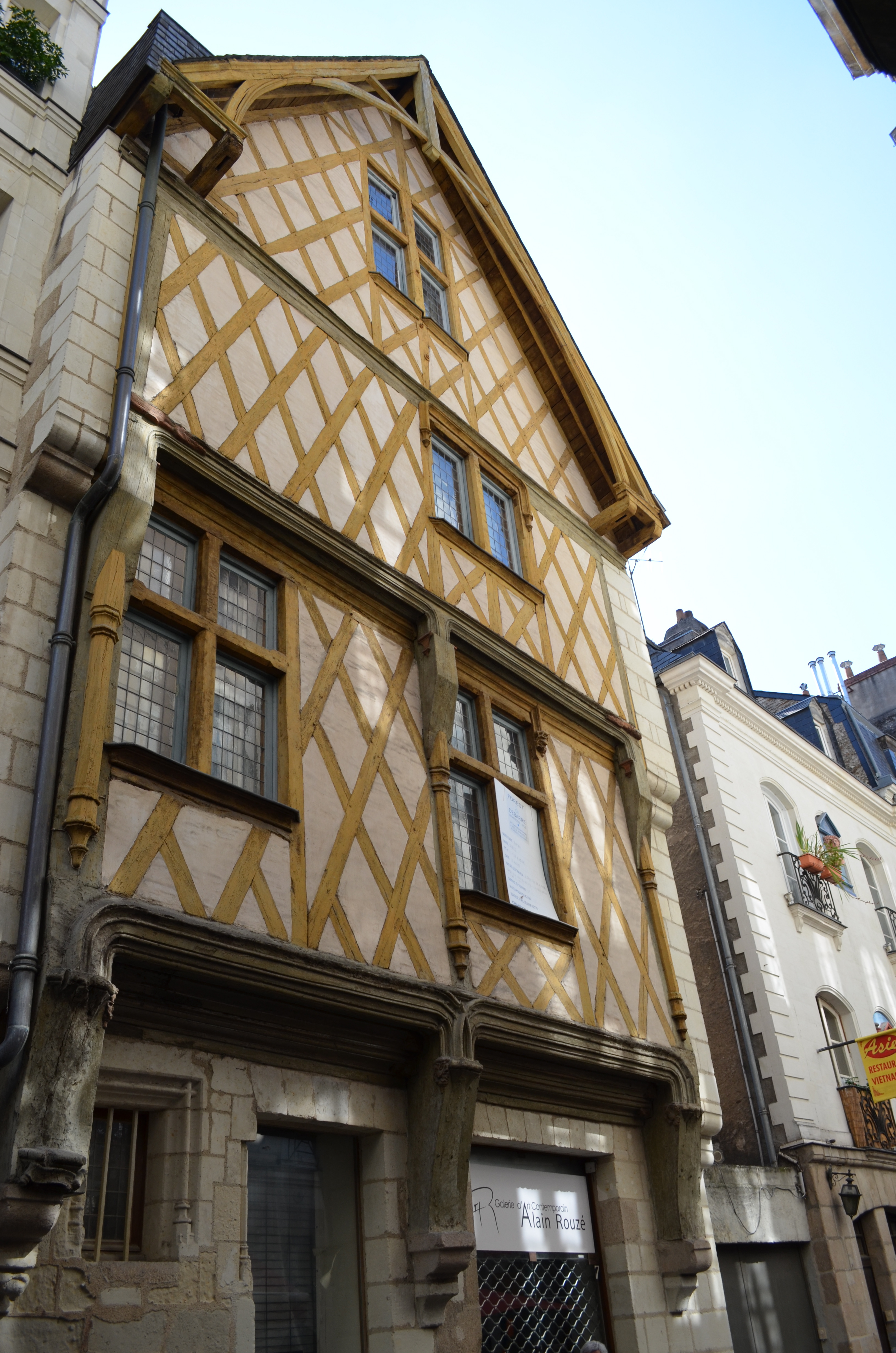
Historisches Gebäude im Stadtzentrum
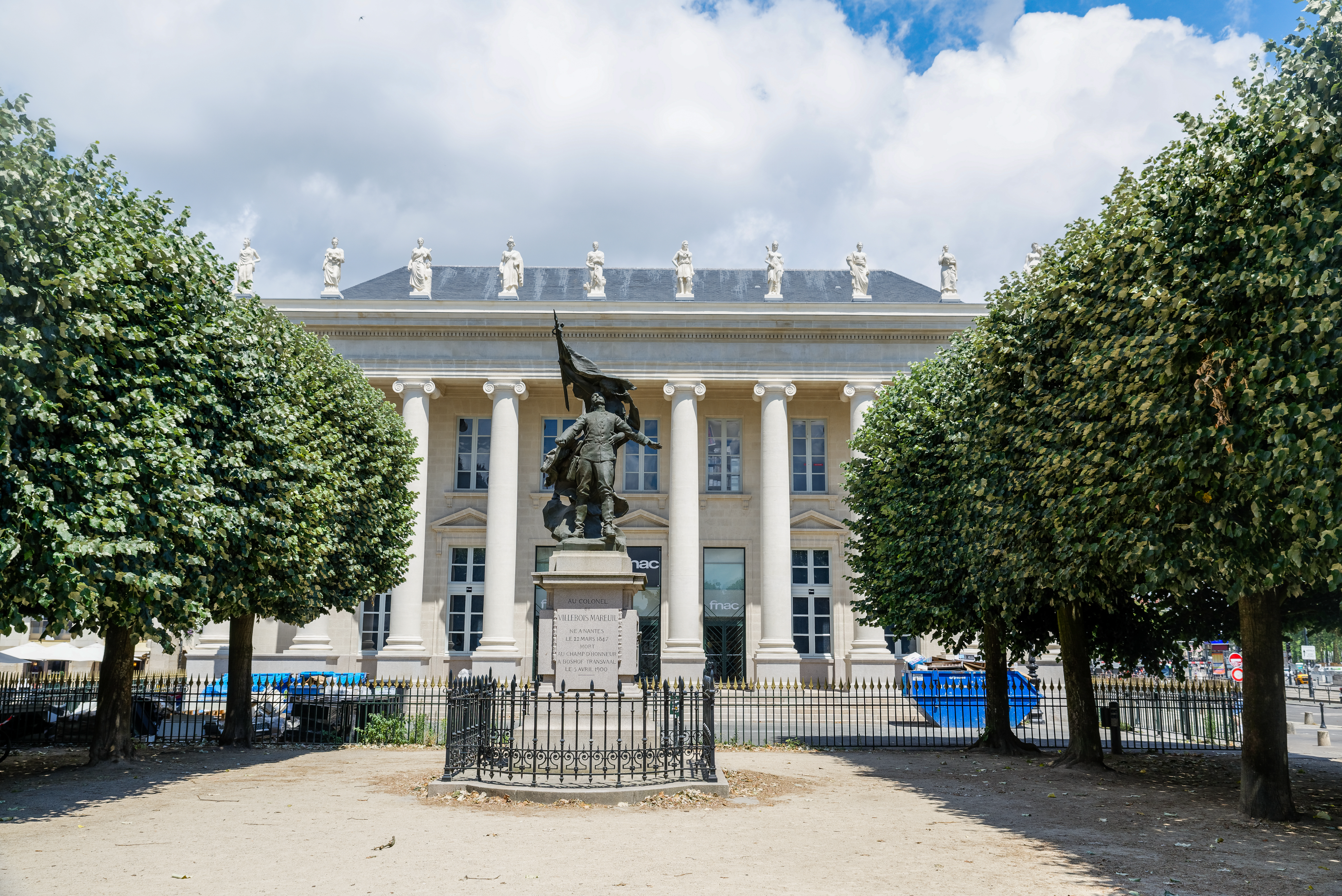
Börsenpalast
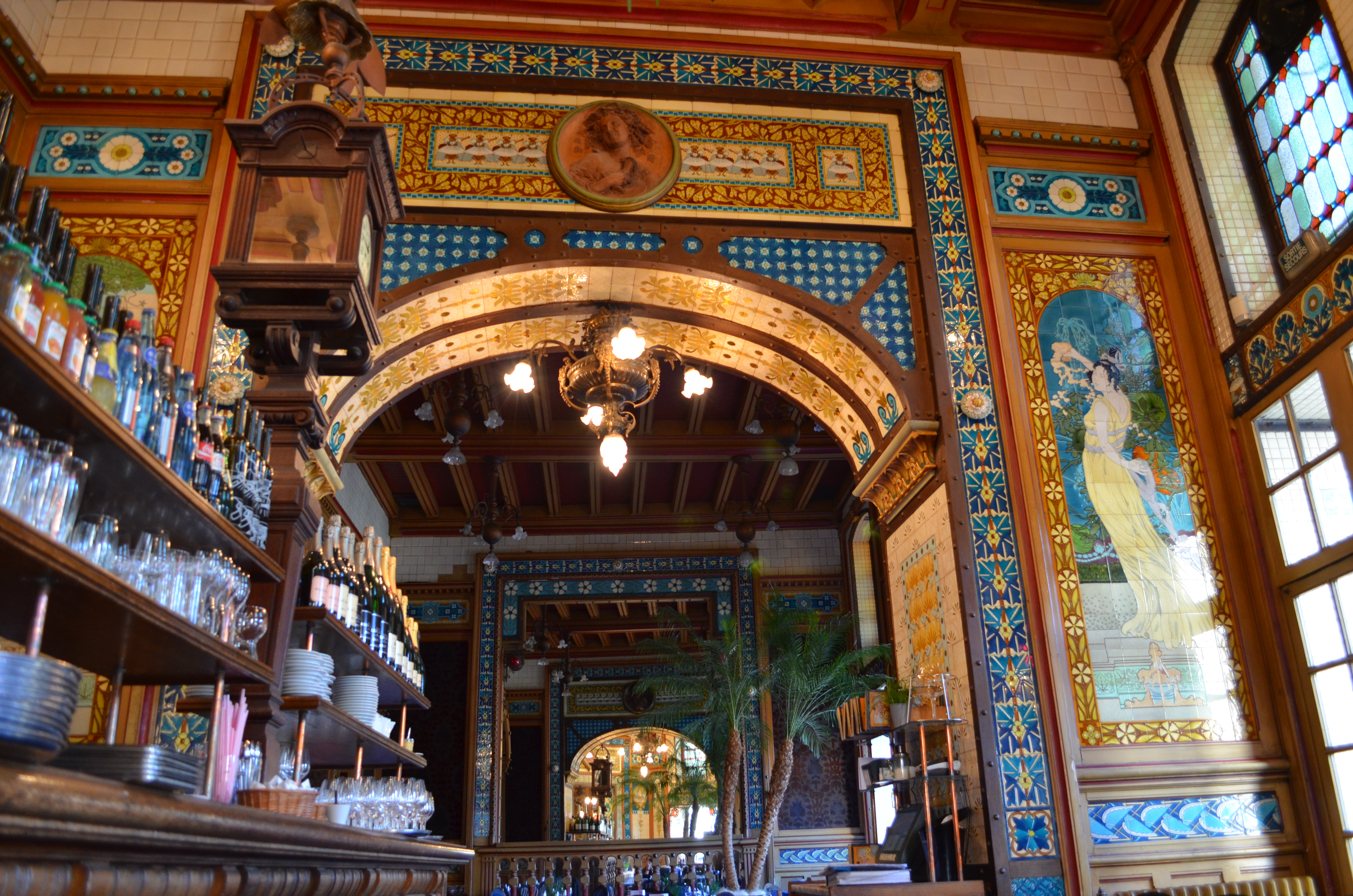
Brasserie La Cigale
Botanischer Garten
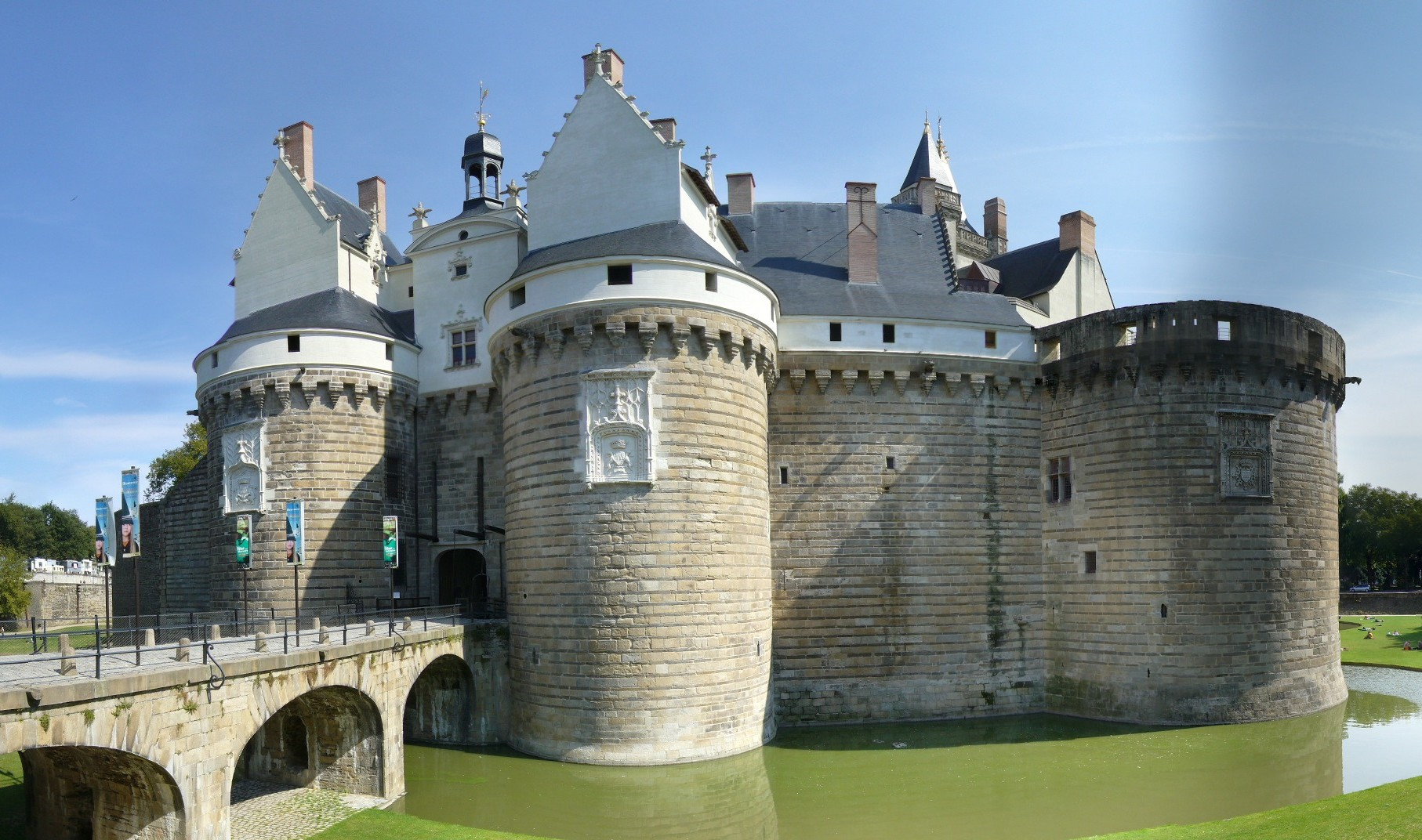
Schloss der Herzöge der Bretagne
Daniel Buren & Patrick Bouchain, Les Anneaux. 2007, auf Ufer des Hafenviertels
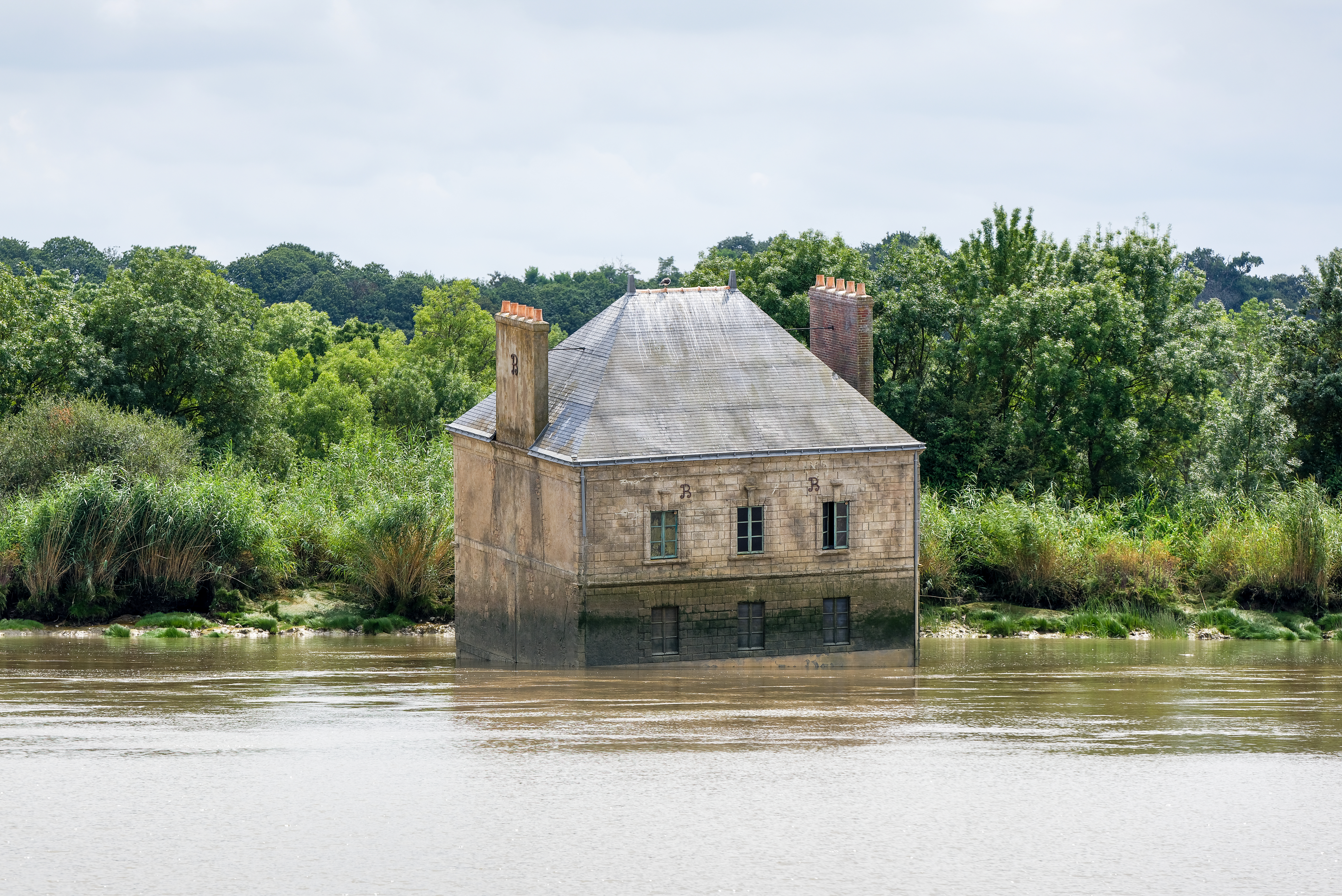
La maison dans la Loire von Jean-Luc Courcoult, im Unterlauf der Loire nahe Couéron. Juli 2018 bei Niedrigwasser

## Persönlichkeiten
Söhne und Töchter von Nantes sind unter anderem die Herzogin Anne de Bretagne, der Schriftsteller Jules Verne, der französische Innenminister Pierre Waldeck-Rousseau, der Ministerpräsident und Friedensnobelpreisträger Aristide Briand, der Fußballnationalspieler Jérémy Toulalan sowie der Freestyle-Motocross-Fahrer Thomas Pagès.

## Filme um Nantes

### Jacques Demy
- 1960: Lola – Regie: Jacques Demy
- 1982: Ein Zimmer in der Stadt (Une chambre en ville) – Regie: Jacques Demy
- 1990: Jacquot (Jacquot de Nantes) – Regie: Agnès Varda; über die Kindheit von Jacques Demy und seine Anfänge als Filmemacher in den Jahren 1945–1949

### Andere Filme
- 1971: Musketier mit Hieb und Stich (Les mariés de l’an II) – Regie: Jean-Paul Rappeneau; Film über Nantes 1793–1794
- 1974: L’ironie du sort – Regie: Édouard Molinaro; nach dem Roman von Paul Guimard, Film über den Mord des Feldkommandanten von Nantes durch Widerstandskämpfer am 20. Oktober 1941
- 2001: Kinder haften für ihre Eltern (Mercredi, folle journée!) – Regie: Pascal Thomas; Tragikomödie über Kinder und deren Eltern während eines schulfreien Tages in Nantes
- 2012: Das Meer am Morgen (La mer à l’aube) – Regie: Volker Schlöndorff; Film über die 48 Erschießungen von Châteaubriant, Nantes und Paris-Mont Valérien, nach dem Mord am Feldkommandanten Karl Hotz durch eine kommunistische Widerstandsgruppe in Nantes am 20. Oktober 1941

## Trivia
In Wolfram von Eschenbachs Roman Parzival spielt die Handlung auch in der Stadt Nantes, östlich des Waldes von Brocéliande (La Forêt de Brocéliande, Brizljan). Angeblich soll sich dort der Artushof befinden.

## Städtepartnerschaften
- Saarbrücken, Deutschland
- Tiflis, Georgien (im Rahmen einer Dreieckspartnerschaft mit Saarbrücken)
- Cardiff, Vereinigtes Königreich
- Jacksonville, Vereinigte Staaten
- Seattle, Vereinigte Staaten
- Shashi, Volksrepublik China
- Bahía Blanca, Argentinien
- Cluj-Napoca, Rumänien